# Alfons V de Lleó
Alfons V de Lleó, dit el Noble o el dels Bons Furs (996 - Viseu, Portugal, 1028), fou rei de Lleó (999-1028).

## Orígens familiars
Fill de Beremund II de Lleó i la seva segona esposa, Elvira de Castella.
Succeí al seu pare al tron de Lleó i Galícia, que novament es reincorporà al regne principal, a la mort d'aquest. Com que Alfons tenia cinc anys a la seva ascensió al tron la regència fou ocupada per la seva mare Elvira de Castella i pel comte gallec Menendo González

## Vida política
Durant la seva minoria d'edat va tenir el suport del Regne de Navarra i el Comtat de Castella per poder vèncer Almansor a la batalla de Calatanyazor. Va repoblar la ciutat de Lleó, que havia estat destruïda pels musulmans i va reunir els nobles In Curia Plena per l'elaboració i posterior aprovació dels Furs de Lleó el 1017. D'aquí el seu sobrenom.
Igual que el seu pare, va fer front a una invasió normanda i a les ànsies expansionistes del comte castellà Sanç I Garcia.

## Núpcies i descendents
Es va casar vers el 1010 amb Elvira Menéndez de Melanda, filla del comte Menendo González de Galícia. D'aquest matrimoni nasqueren:
- l'infant Beremund III de Lleó (v 1010-1037), rei de Lleó
- la infanta Sança I de Lleó (1013-1067), reina de Lleó, casada el 1032 amb Ferran I de Castella

El 1023 es casà, en segones núpcies, amb Urraca de Navarra, filla del rei Garcia III Sanxes II de Navarra i Ximena Fernández. D'aquest casament va néixer:
- la infanta Ximena de Lleó, casada amb Fernando de Gundemariz

## Mort
Alfons V va morir al setge de la ciutat portuguesa de Viseu, a Portugal. El seu cos va ser traslladat a la ciutat de Lleó i sepultat al Panteó dels Reisde la Bsílica de Sant Isidor. El sepulcre de pedra al qual fou depositat el cos es conserva avui en dia, i en ell es pot llegir la següent inscripció en llatí:
| « | H. IACET ADEFONSUS QUI POPVLATIT LEGIONEM...ET DEDIT BONOS FOROS ET FECIT/ECCLESIAM HANC LVTO ET LATERE. HABVIT PRAELIA CUM/SARRACENIS, ET INTERFECTUS,EST SAGITTA APUD VISEUM/PORTUGAL FUIT FILIUS VEREMUNDI ORDONII/OBIIT ERA M SEXAGESIMA QUINTA III NAS M. | » |

Fou succeït pel seu fill gran.